# みかこしのラジこし
『みかこしのラジこし』は、2012年10月5日からラジオ関西がアニたまどっとコム枠で放送していたラジオ番組。回数のカウント方法は「第○夜」。
以下、回数はラジオ関西での放送日を基準とする。

## 概要
小松未可子が単独でパーソナリティを務めるラジオ番組。
「深夜にリスナーが小松の部屋に遊びに来て、ゆったりとプライベートタイムを過ごす」という設定で、フリートークやコーナーが進行していく。番組冒頭では、部屋の訪問者（リスナー）に対して、小松が歓迎の挨拶をする。番組末尾では、小松が眠ってしまい、寝言を言いながら番組が終了する。
番組名は、angelaのatsukoが発案した。ラジオ番組『青春ラジメニア』に小松とangelaが一緒にゲスト出演（2012年9月8日放送回）した際の放送外での歓談の中で、atsukoが軽いノリで番組名を提案したところ、そのまま採用された。

## 放送局
| 放送局                              | 日時 | 備考               |
| ----------------------------------- | --- | ------------------ |
| ラジオ関西                          | 毎週金曜日24:00 - 24:30（2012年10月5日 - 2015年3月27日） 毎週土曜日23:30 - 24:00（2015年4月4日 - 2016年3月26日） |                    |
| インターネットラジオ配信 別冊ラジ関 | 毎週月曜日更新（2012年10月8日 - 2015年3月30日） 毎週火曜日更新（2015年4月7日 - ）                                | バックナンバーなし |

## コーナー
コーナーは、番組内では「遊び」と呼ばれる。
ラジこしベスト5
パーソナリティーが答えたことのないテーマで、独自のランキングを作る。
ジモこし
リスナーの地元ルール・家族ルールを送ってもらい、三重県桑名市出身のパーソナリティーのものと比べる。
小松教授の音声百科事典
ありとあらゆる事例の音が収録されているというパーソナリティー扮する小松教授の音声百科事典を使って、未だかつて聞いたことのない音を聞く。
小松教授の魔法の言い方講座
○○が○○したくなる（例:メロディーを終わらせたくなる）魔法の言い方を募集する。
つぶこしツッコミッター
twitter大好きなパーソナリティのつぶやきに突っ込みを入れ、ツイート主（パーソナリティ）がそれを解説する。

## 主題歌
すべてパーソナリティーである小松未可子が歌っている。

### オープニング
Infinity Sky （第1夜-第14夜 『Cosmic EXPO』収録）
Baby DayZ （第15夜- 『THEE Futures』収録）

### エンディング
M From... （第1夜-第15夜 『Cosmic EXPO』収録）
LAKE LIKE LIFE （第16夜- 『THEE Futures』収録）

## ゲスト
- 第11夜（2012年12月14日放送）・・・ナカムラヒロシ(i-dep)（アーティスト・小松とは出身地が同じである）
- 第36夜（2013年6月7日放送）・・・新海誠（映画監督）
- 第45夜（2013年8月9日放送）・・・池田裕子（グラビアアイドル・事務所が同じであり、ラジオCDの表紙絵も担当）
- 第47夜（2013年8月23日放送）・・・加隈亜衣（声優）
- 第53夜(2013年10月4日放送)・・・山本希望・内山夕実（以上まよなかデリバリーより）・佐倉綾音（もじゃ先輩とさくら君より）（飛び入り）
- 第133夜（2015年4月18日放送）・・・カスタマイZ（バンド・KING SUPER LIVE 2015の横断連動企画のため出演）

## 出来事
- 第14夜（2013年1月4日放送）では、新年1回目の放送ということもあり、鍋料理を食べながら進行した。公式サイトの未可子の部屋に、そのときの写真が掲載されている。

- 第53夜(2013年10月4日放送)では、1周年ということで寿司が用意された。また、同じアニたまどっとコムの番組より3人(前述)が飛び入り参加し、4人で寿司を食べながら進行した。

## 関連商品
ラジオCD
| みかこしのラジこし ラジこCD | みかこしのラジこし ラジこCD | みかこしのラジこし ラジこCD               | みかこしのラジこし ラジこCD     |
| 巻数                        | 発売日                      | DISK-1（新規録りおろし）                  | DISK-2（過去放送分収録）        |
| --------------------------- | --------------------------- | ----------------------------------------- | ------------------------------- |
| 第1夜                       | 2013年9月1日                | 「New Recording」第1夜                    | 「Back Number」 第1夜 - 第26夜  |
| 第2夜                       | 2014年11月5日               | 「New Recording」第2夜 ゲスト：佳村はるか | 「Back Number」 第27夜 - 第52夜 |